# Dosinia discus
Dosinia discus är en musselart som först beskrevs av Reeve 1850.  Dosinia discus ingår i släktet Dosinia och familjen venusmusslor. Inga underarter finns listade i Catalogue of Life.